# Magdalena-Ridge-Observatorium

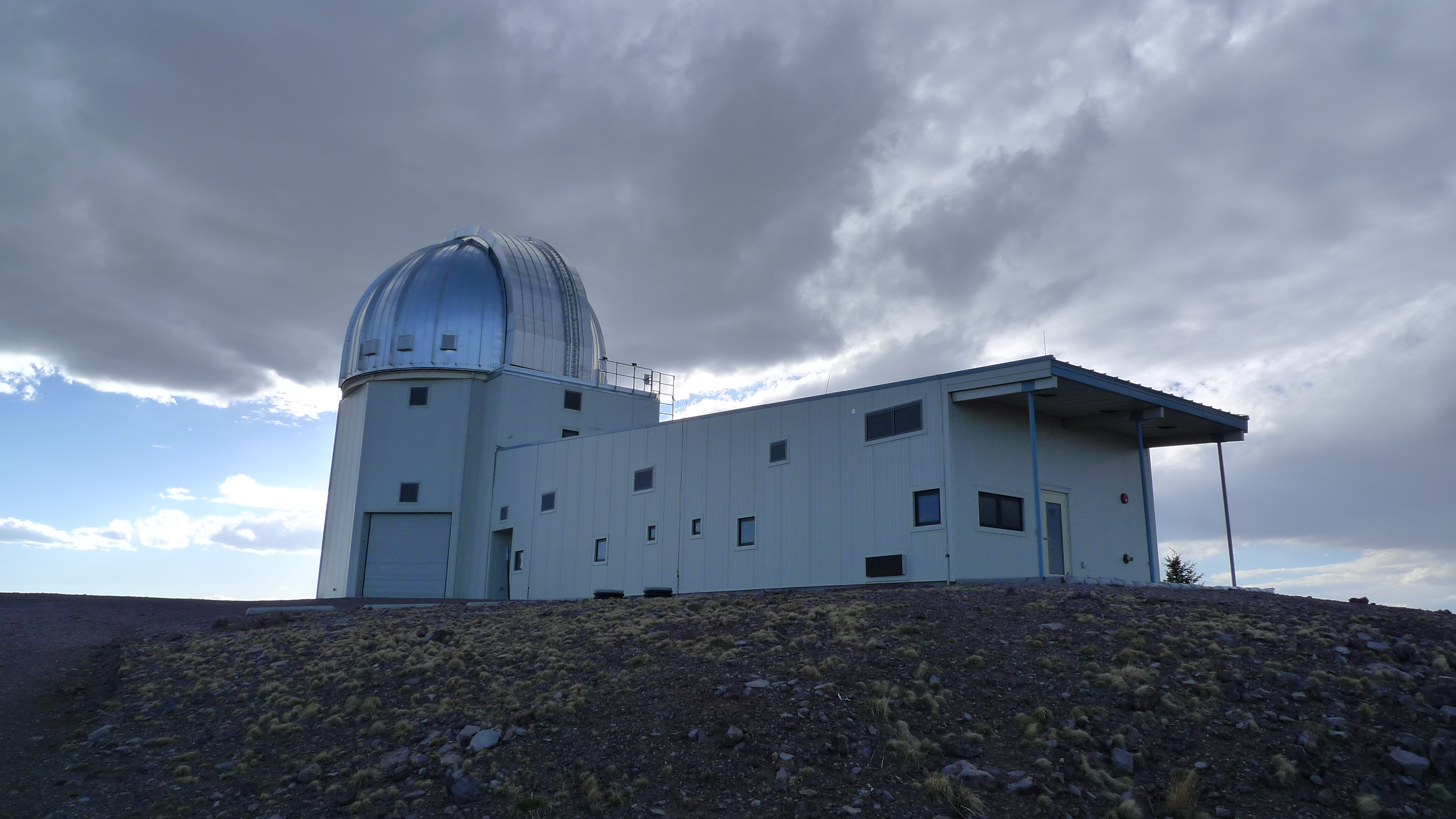
Gebäude des 2,4m Teleskops

Das Magdalena-Ridge-Observatorium (engl. Magdalena Ridge Observatory (MRO)) ist eine Sternwarte in Socorro County, New Mexico, etwa 32 Kilometer westlich der Stadt Socorro in den Magdalena-Bergen nahe dem Gipfel South Baldy in einer Höhe von 3180 m. Das Observatorium beherbergt ein 2,4-Meter-Spiegelteleskop, dessen Hauptspiegel baugleich mit dem des Hubble-Weltraumteleskop ist. Es wurde 2006 in Betrieb genommen (Erstes Licht) und ist seit 2008 im regulären Betrieb.  Im Bau befindlich ist ein astronomisches Interferometer mit zehn Elementen, das Magdalena Ridge Observatory Interferometer (MROI).

## 2,4-Meter Spiegelteleskop
Das 2,4-Meter Spiegelteleskop ist eine Nasmyth-Konstruktion auf einer Altazimut-Montierung. Es zeichnet sich durch eine hohe Beweglichkeit von 10° pro Sekunde aus und wird hauptsächlich von der NASA zur Beobachtung erdnaher Objekte genutzt. Es war am 2007 WD5 Tracking beteiligt. Es wurde am 31. Oktober 2006 zum ersten Mal in Betrieb genommen und ging am 1. September 2008 in den regulären Betrieb.
Seit Mai 2008 hat die Einrichtung einen mehrjährigen Vertrag mit der NASA über die Bereitstellung von Daten zur Astrometrie und Charakterisierung von erdnahen Asteroiden und Kometen im Rahmen des Spaceguard-Projekts. Des Weiteren besteht ein Kooperationsvertrag mit der US Air Force, um Satelliten in GEO- und LEO-Umlaufbahnen zu verfolgen und zu charakterisieren. Am 9. Oktober 2009 beobachteten Wissenschaftler des New Mexico Institute of Mining and Technology im Rahmen des LCROSS-Projekts mit Instrumenten des MRO 2,4-Meter-Teleskops und am Etscorn Campus Observatory den kontrollierten Einschlag zweier NASA Centaur-Raketen in der südlichen Polarregion des Mondes.
Am 23. Oktober 2015 wurde bekannt gegeben, dass das MRO-Teleskop Anfang 2016 von der Federal Aviation Administration (FAA) eine Förderung erhalten werde, um den Start und Wiedereintritt kommerzieller Raumfahrzeuge vom Spaceport America zu überwachen.

## Magdalena Ridge Observatory Interferometer

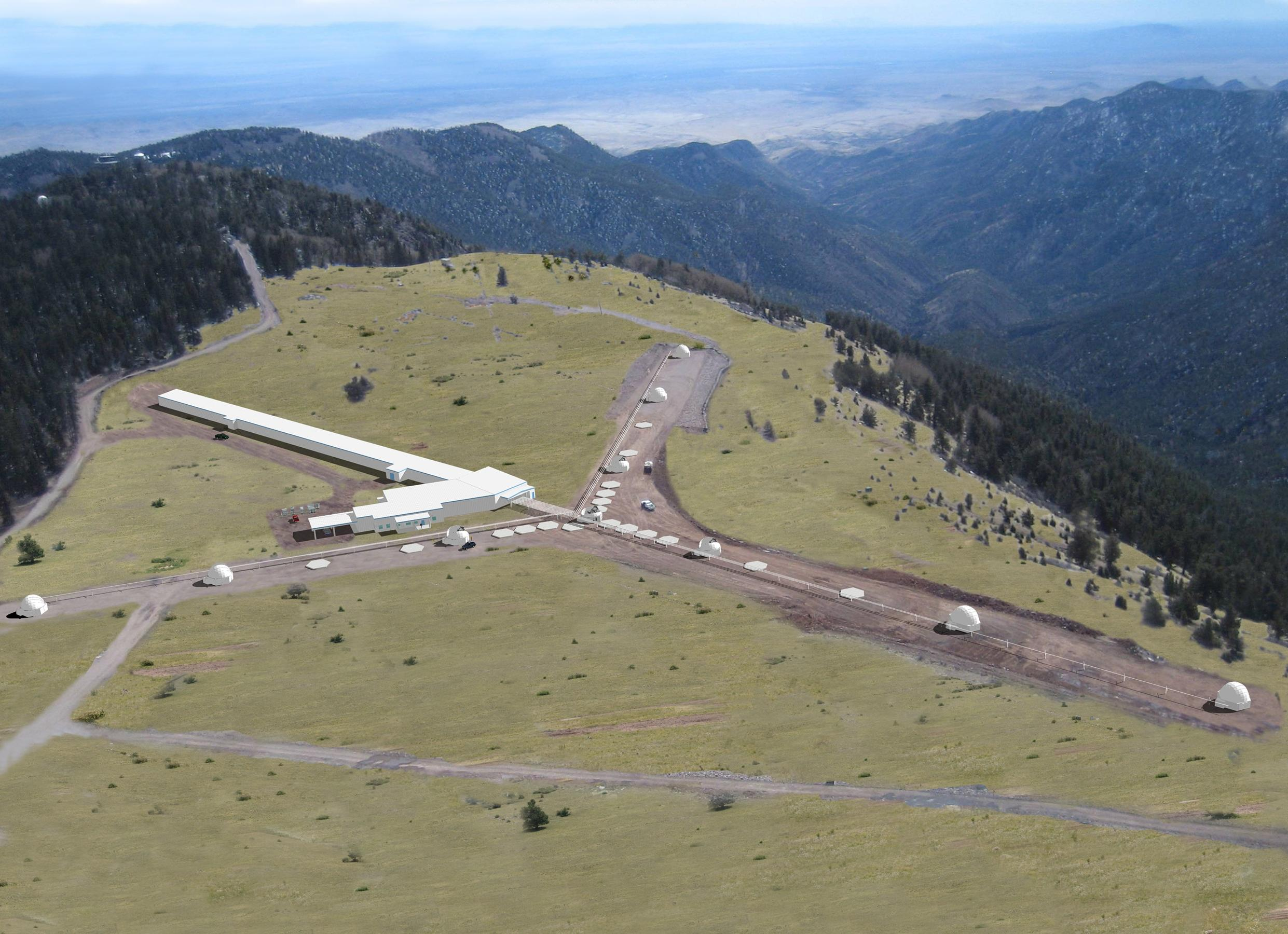
Magdalena Ridge Observatory Interferometer. Computergeneriertes Overlay

Des Weiteren beherbergt das Observatorium das im Bau befindliche Magdalena Ridge Observatory Interferometer. Es ist ein astronomisches Interferometer, das aus zehn Spiegelteleskopen mit einem Durchmesser von 1,4 Metern besteht und eine Basislänge, die maximale Entfernung zwischen zwei Teleskopen, von 400 Meter hat. Das MROI wurde mit Blick auf drei Forschungsbereiche konzipiert: Stern- und Planetenentstehung, stellare Akkretion und Massenverlust sowie aktive Galaxienkerne.
Das MRO-Interferometer entsteht auf Basis einer internationalen Zusammenarbeit zwischen dem New Mexico Institute of Mining and Technology und der Cavendish Astrophysics Group der University of Cambridge. Das Projekt wird hauptsächlich vom United States Naval Research Laboratory (NRL) finanziert, das auch das Navy Optical Interferometer bei Flagstaff (Arizona) finanziert. Das NRL ist Teil des Office of Naval Research. Die New Mexico State University, die New Mexico Highlands University, die Universität von Puerto Rico und das Los Alamos National Laboratory waren ursprünglich Partner im Bauprojekt, haben sich aber zwischenzeitlich zurückgezogen.
Im Oktober 2015 unterzeichnete das New Mexico Institute of Mining and Technology eine fünfjährige Kooperationsvereinbarung über 25 Millionen US-Dollar mit dem Air Force Research Laboratory (AFRL), um die weitere Entwicklung des Interferometers im Observatorium zu unterstützen. Die Finanzierung hätte die Fertigstellung von drei Teleskopen, Montierungen und Gehäusen auf dem Berggipfel ermöglicht. Das erste Teleskop wurde 2016 installiert, der Bau jedoch 2019 unterbrochen, als die AFRL-Finanzierung vom US-Kongress zurückgezogen wurde.
Im Jahr 2023 wurde das zweite der zehn Spiegelteleskope installiert. Die Fertigstellung des Interferometers ist für das Jahr 2026 avisiert.

## New Mexico Exoplanet Spectroscopic Survey Instrument
Das New Mexico Exoplanet Spectroscopic Survey Instrument (NESSI) ist ein Infrarot-Instrument, das zur Untersuchung von Exoplanetenatmosphären entwickelt wurde. Es wurde am 2,4-Meter-Teleskop des Observatoriums montiert und im April 2014 in Betrieb genommen. Die Beobachtungen verliefen jedoch nicht wie geplant, so dass das Instrument an das Palomar-Observatorium verlegt wurde, wo es mit dem größeren Hale-Teleskop verbunden wurde.